# Louis Filloux
Pour les articles homonymes, voir Filloux.
Louis Filloux, né le 5 mai 1869 à Pontlevoy (Loir-et-Cher) et mort le 7 octobre 1957 à Vincennes, est un officier et ingénieur d'artillerie français, concepteur de différents canons et mortiers utilisés pendant la Première Guerre mondiale et après, dont le canon de 155 mm GPF (« Grand Puissance Filloux »).

## Biographie
Élève du collège Stanislas en 1886, il entre à l'École polytechnique en 1888 puis il intègre l'armée. Devenu officier artilleur, il est affecté comme capitaine, à l'arsenal de Bourges où il va travailler à l'amélioration de l'armement existant.
Il améliore les canons de 155 mm court de Bange à « col de cygne » de 1881 donnant naissance en 1912 au 155 court du système de Bange, modèle 1881-1912. Il est également le concepteur d'un mortier, le mortier de 370 modèle 1914 Filloux (en).
En 1910, le commandant Filloux prend l'initiative d'étudier l'adaptation d'un affut à flèches ouvrantes pour limiter le recul et il envisage pour la première fois un déplacement motorisé et non hippomobile du canon. Le projet est abandonné lorsqu'il quitte l'armée pour le privé en 1912.
Il est mobilisé en 1914 et sert sur le front en tant qu'artilleur avant d'être affecté dans un atelier à l'arrière, la priorité du haut commandement étant d'améliorer l'artillerie lourde française, son équivalente allemande ayant fait beaucoup de dégâts dans les lignes alliées en ce début de conflit. Les projets d'avant-guerre, dont celui de Filloux, sont ainsi relancés. Le  canon de 155 mm GPF, d'une portée de 16 km, capable de grands angles de tir et pouvant tirer différents types de projectiles à une cadence au combat de 2 coups par minute, entrera en service en 1917.
Louis Filloux termine sa carrière au grade de lieutenant-colonel.

## Distinctions
- Commandeur de la Légion d'honneur[3],[2]
- Army Distinguished Service Medal (États-Unis)[3]

## Hommages
Les communes de Bourges et de Pontlevoy (sa ville natale) ont nommé une rue Colonel-Filloux.